# Claës Wachtmeister
Claës Axel Knut Trolle-Wachtmeister, född 14 januari 1952 i Gualövs församling, Kristianstads län, är en svensk greve och entreprenör. Sedan november 2023 har han varit inblandad i arvstvisten om Trolle Ljungby gods i Skåne.

## Biografi
Claës Wachtmeister är son till Knut och Gunvor Wachtmeister (1927–2020) och brorson till Hans-Gabriel Trolle-Wachtmeister. Han utbildade sig till civilekonom och är verkställande direktör för förvaltningsbolaget Birka Holding AB i Stockholm och ägare till Autokaross i Floby AB.
Claës Wachtmeister var 1999–2001 också ägare till Villa Geber i Diplomatstaden i Stockholm, som 2001 var den privatbostad som det året såldes till högst pris.
År 2013 förvärvade Wachtmeister palatset Can Olesa som ligger på Calle Morey i centrala Palma de Mallorca. Fastigheten ligger inte långt från det kända gamla olivträdet vid Plaza Cort och är sedan 1973 förklarat som konsthistoriskt monument vilket innebär att huset ej kan byggas om till ett hotell. Köpeskillingen var 6 miljoner euro. År 2018 såldes palatset för ca 10 miljoner euro till den spanske miljonären Víctor Madera. Försäljningen gav Wachtmeister en reavinst på 45 miljoner kronor.
Efter att som representant för Thielska galleriets vänförening ha varit adjungerad ledamot i styrelsen för Thielska galleriet under åtta år utnämndes han av regeringen i april 2011 till styrelseordförande. Bakgrunden var att  museet hamnat i en svår kris, med ekonomiska problem och tvister inom styrelsen. Han fick förlängning av uppdraget för tre år i maj 2012 men entledigades av regeringen i januari 2013. Riksdagsledamoten Lars Ohly anmälde i samband med detta kulturminister Lena Adelsohn Liljeroth till konstitutionsutskottet för ministerstyre. Utskottet ansåg att granskningen av ärendet ”inte gav anledning till något uttalande från utskottets sida”.